# Transport w Watykanie

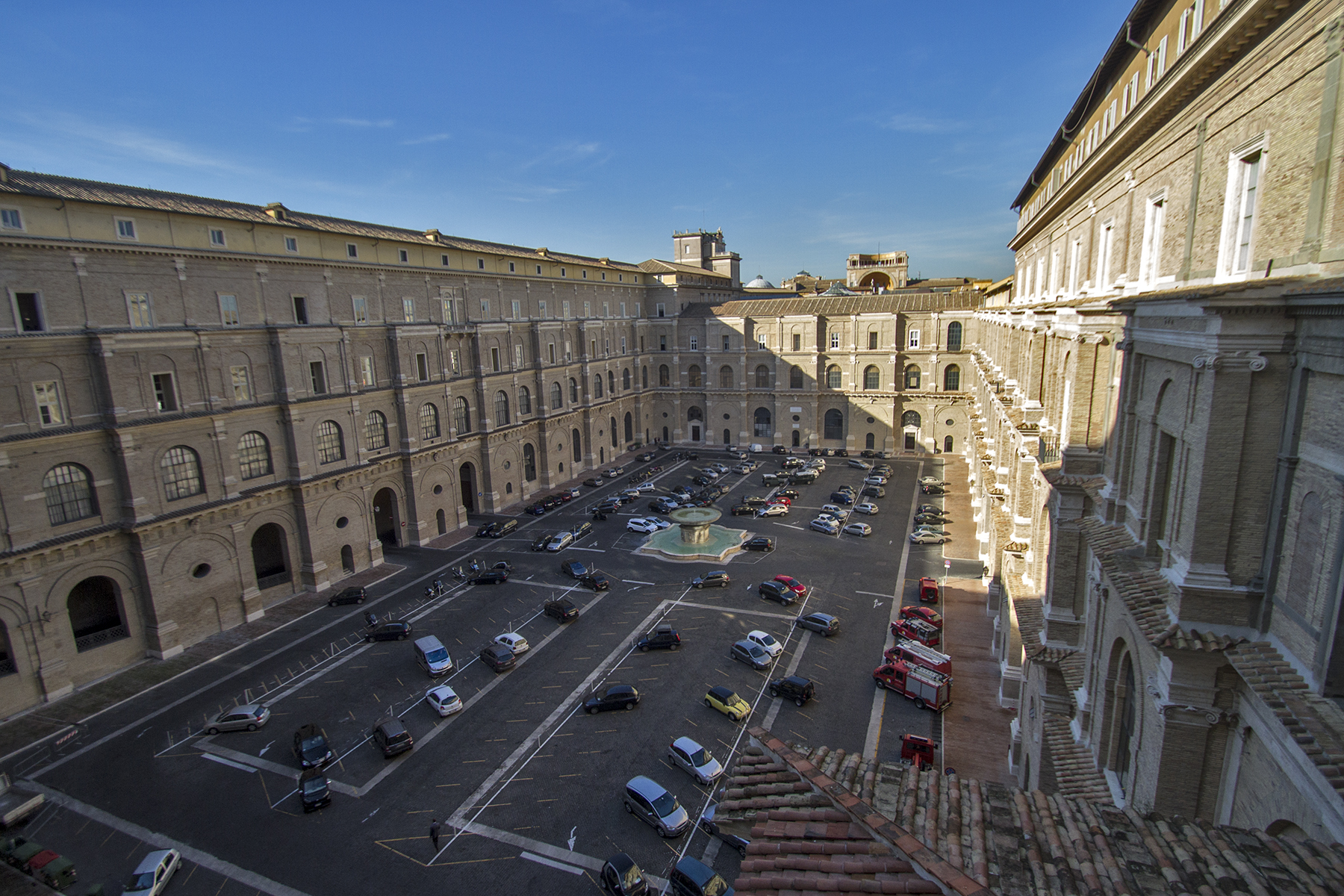
Parking w Cortile del Belvedere

## Transport lotniczy
W Watykanie znajduje się Heliport, który jest wykorzystywany przez papieża i oficjalnych gości.

## Transport kolejowy

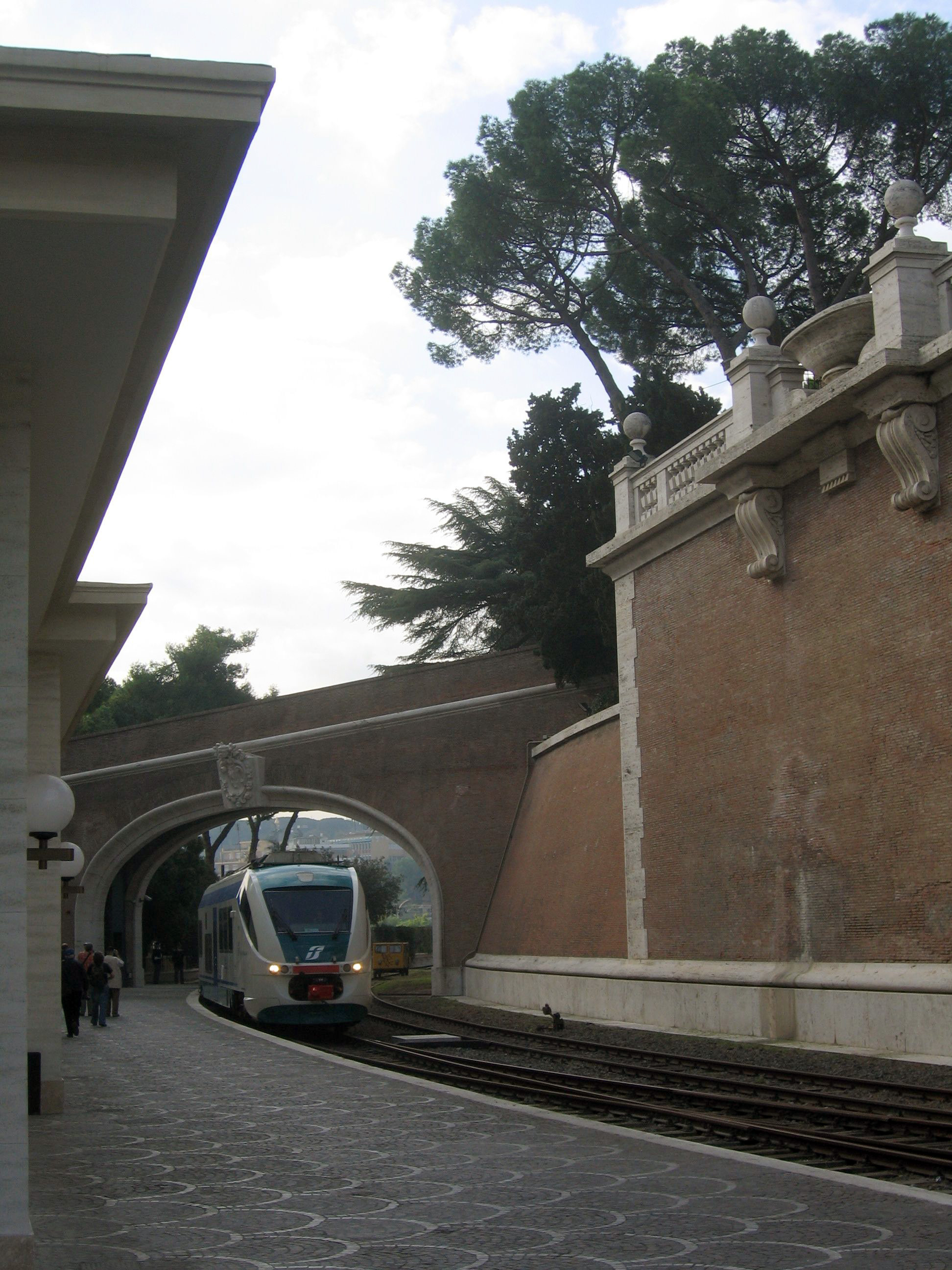
Pociąg wjeżdżający na stację Watykan

W Watykanie istnieje sieć kolejowa składająca się z dwóch trzystumetrowych odcinków torów, stanowi najkrótszą na świecie krajową sieć kolejową. Tory i stacja zostały zbudowane podczas pontyfikatu papieża Piusa XI.
Większość przewozów w Watykanie to ruch towarowy, w szczególności import, sporadycznie odbywa się również transport pasażerski, zwykle podczas świąt, kiedy to Stolicę Apostolską odwiedza zwiększona liczba pielgrzymów i przewozy autokarowe byłyby niewystarczające.

## Transport drogowy

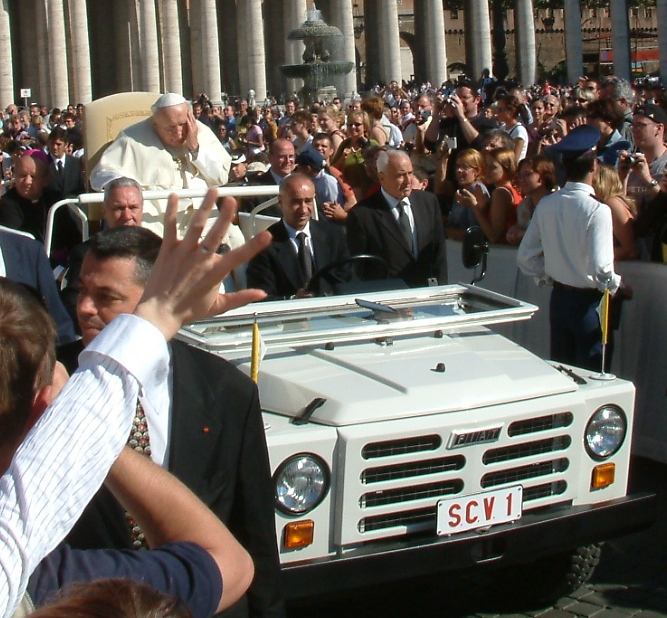
Jan Paweł II w Papamobile

W Watykanie istnieje kilka dróg oraz Plac Świętego Piotra. Biorąc pod uwagę wielkość państwa, flota pojazdów jest bardzo mała. Istnieją specjalne tablice rejestracyjne w Watykanie. Najsłynniejszym pojazdem zarejestrowanym w Watykanie jest Papamobile, czyli samochód papieski.